# Vinylchlorid
Vinylchlorid (podle názvosloví IUPAC též chlorethen) je důležitá průmyslová látka používaná především při výrobě jejího polymeru, polyvinylchloridu (PVC).

## Vlastnosti a výroba
Vinylchlorid (VCM) je jedovatý, při pokojové teplotě bezbarvý plyn nasládlé vůně s mírně narkotickými účinky.
Dnes se vyrábí převážně termickým rozkladem 1,2-dichlorethanu, starší postupy vycházely z acetylenu a kyseliny chlorovodíkové.
Polymerací vinylchloridu se vyrábí PVC (polyvinylchlorid). V České republice je jediným výrobcem vinylchloridu a následně PVC firma Spolana a.s. v Neratovicích.

## Účinky na zdraví
Vinylchlorid tlumí centrální nervový systém. Jeho inhalace má podobné účinky jako intoxikace alkoholem, bolesti hlavy, závratě, poruchy koordinace, v některých případech mohou vést až k halucinacím, bezvědomí a smrti způsobené zástavou dechu.
Podle klasifikace americké agentury pro životní prostředí (U. S. EPA) je vinylchlorid mutagen a lidský karcinogen, který způsobuje specifický druh rakoviny jater tzv. angiosarkom. Chemický průmysl řadu let zatajoval před veřejností informace o rakovinotvornosti vinylchloridu. Může však způsobovat i další typy rakoviny, např. plic, mozku, lymfatického a krevního systému a centrální nervové soustavy.
Ve studii s laboratorními potkany nebyl ve 2 po sobě jdoucích generacích prokázán negativní účinek vinylchloridu na reprodukční parametry zvířat (ovariální cyklus, spermatogenezi), na počet narozených či uhynulých mláďat, na počet potratů či výskyt vrozených vad. Studie prokázala pouze zvětšenou hmotnost jater a ledvin u mláďat exponovaných rodičů. Na základě této studie se předpokládá mizivý nebo žádný účinek na lidskou reprodukci.